# Augustówka (Mazovie)
Pour les articles homonymes, voir Augustówka.
Augustówka (prononciation : [auɡusˈtufka]) est un village polonais de la gmina d'Osieck dans le powiat d'Otwock de la voïvodie de Mazovie dans le centre-est de la Pologne.
Le village compte approximativement une population de 873 habitants en 2007.

## Histoire
De 1975 à 1998, le village appartenait administrativement à la voïvodie de Siedlce.